# 後藤スズナ
すずな は、日本のイラストレーター。愛知県名古屋市在住。女性。2020年からは「すずな」のペンネームで活動中。

## 人物
東京商工会議所カラーコーディネーター検定試験２級、公益社団法人色彩検定協会 文部科学省後援色彩検定１級とUC級、文部科学省後援国際文化カレッジレタリング技能検定３級を所持している。
名古屋グランパスのファン。
趣味は、お人形。
自身が多発性子宮筋腫、タナトフォビアであることと、実母がレビー小体型認知症であることを公表している。

## 主な作品

### ゲーム
- こえぷら（Newgate 2012年）カードイラストデザイン
- 戦国花札合戦（株式会社蘭奢 2018年）カードイラストデザイン

### アプリ
- 美悪女診断（Facebook　2012年）イラスト提供

### 音楽PV
- Ｕ/ IKKI ft BALEN（IKKI ft BALEN　2012年）イラスト提供
- ＳＷＭ/IKKI（SWM/IKKI　2014年）イラスト提供
- The lastday/ikki（English ver.）（OFFICIAL IKKI　2021年）イラスト提供

### ロゴ
- 保育所くまさん家（2013年）ロゴ、熊マスコットキャラクター
- さとう質店（2014年）ロゴ、似顔絵名刺
- 株式会社iTPS（2018年）ロゴ、似顔絵名刺

### その他
- 携帯コミックサイト『ワンコミ』で作家ブログを隔週連載していた。2008年12月-2010年12月
- 2011年3月11日の東日本大震災ではウルグアイからの支援物資に対しお礼イラストを描いている。
- LEDメッセージボード（SoleilJapanImport　2014年）イラストテンプレート
- 名刺 （有限会社シーポート 2014年）表面羽イラスト
- 婚活ポスター （岐阜県大垣市 2014年）婚活パーティ西美濃コン第1弾イラスト
- 広告漫画 （青葉印刷株式会社 2014年）カラー漫画
- 4コマ漫画（水チェキ！ 2019年）ウォーターサーバー利き水4コマ漫画
- 美容院の看板イラスト（カットスタジオIkkI 2020年）
- イラストマップ（愛知県名古屋市鶴舞公園2020年）